# صحفة (القفر)

تعديل مصدري - تعديل

صحفة هي إحدى قرى عزلة بني مسلم بمديرية القفر التابعة لمحافظة إب، بلغ تعداد سكانها 238 نسمة حسب تعداد اليمن لعام 2004.